# 韋斯坎 (堪薩斯州)
韋斯坎（英語：Weskan）是位於美國堪薩斯州華萊士縣韋斯坎鎮區的一個非建制地區。

## 地理
韋斯坎所處的海拔為高於海平面1174米（即3852英呎），而該地所採用的時區為UTC-7，即北美山地時區（MST）。同時該地設有夏令時間，為UTC-7調快一小時，即UTC-6（CDT）。